# Issei Takayanagi
Issei Takayanagi (髙柳 一誠 Takayanagi Issei?, nacido el 14 de septiembre de 1986 en Yokohama, Kanagawa) es un futbolista japonés que se desempeña como centrocampista.

## Trayectoria

### Clubes
| Club                | País  | Año         |
| ------------------- | ----- | ----------- |
| Sanfrecce Hiroshima | Japón | 2004 - 2011 |
| Consadole Sapporo   | Japón | 2012        |
| Vissel Kobe         | Japón | 2013 - 2014 |
| Roasso Kumamoto     | Japón | 2014 - 2016 |
| Renofa Yamaguchi FC | Japón | 2017 -      |

## Estadística de carrera

### J. League
| Club                | Año   | J. League | J. League | Copa J. League | Copa J. League | Total | Total |
| Club                | Año   | Part.     | Goles     | Part.          | Goles          | Part. | Goles |
| ------------------- | ----- | --------- | --------- | -------------- | -------------- | ----- | ----- |
| Sanfrecce Hiroshima | 2004  | 3         | 0         | 1              | 1              | 4     | 1     |
| Sanfrecce Hiroshima | 2005  | 6         | 0         | 1              | 0              | 7     | 0     |
| Sanfrecce Hiroshima | 2006  | 13        | 0         | 5              | 0              | 18    | 0     |
| Sanfrecce Hiroshima | 2007  | 21        | 0         | 8              | 0              | 29    | 0     |
| Sanfrecce Hiroshima | 2008  | 24        | 0         | -              | -              | 24    | 0     |
| Sanfrecce Hiroshima | 2009  | 26        | 3         | 5              | 1              | 31    | 4     |
| Sanfrecce Hiroshima | 2010  | 17        | 0         | 3              | 0              | 20    | 0     |
| Sanfrecce Hiroshima | 2011  | 0         | 0         | 0              | 0              | 0     | 0     |
| Consadole Sapporo   | 2012  | 0         | 0         | 0              | 0              | 0     | 0     |
| Vissel Kobe         | 2013  | 4         | 0         | -              | -              | 4     | 0     |
| Vissel Kobe         | 2014  | 4         | 0         | 1              | 0              | 5     | 0     |
| Roasso Kumamoto     | 2014  | 16        | 0         | -              | -              | 16    | 0     |
| Roasso Kumamoto     | 2015  | 35        | 0         | -              | -              | 35    | 0     |
| Roasso Kumamoto     | 2016  | 26        | 1         | -              | -              | 26    | 1     |
| Renofa Yamaguchi FC | 2017  | 20        | 0         | -              | -              | 20    | 0     |
| Total               | Total | 215       | 4         | 24             | 2              | 239   | 6     |